# ICGV Óðinn
Le ICGV Óðinn est un ancien patrouilleur de la garde-côtière islandaise. Il s'agit du plus ancien navire de la flotte des garde-côtes, et il est probable que ses moteurs Burmeister & Wain sont les seuls moteurs de ce type encore utilisables dans le monde aujourd'hui.
Depuis son retrait du service actif en 2006, il est exposé en tant que navire musée flottant au Reykjavík Maritime Museum (en) dans le port de Reykjavik .

## historique

### La guerre de la morue
Le 30 avril 1976, pendant la guerre de la morue, le patrouilleur a été percuté sur la poupe par le chalutier en eau profonde britannique Arctic Corsair, après qu'il avait fait trois tentatives pour couper les chaînes de chalut. En 2017, les deux navires devenus navire musée, ont échangée leurs cloches en signe de coopération .

### Dans le film
ICGV Óðinn a été utilisé comme décor dans le film Flags of Our Fathers, lorsqu'il a été tourné en Islande à l'été 2005. Il a sauvé l'un des bateaux de débarquement utilisés dans le film, alors que celui-ci était sur le point d'être écrasé sur une falaise.

### Précédents Óðinn
- Le premier ICGV Óðinn était le second navire de la Garde côtière islandaise mis en service et le premier construit comme navire de patrouille. Il a été construit au Danemark en 1925 et est arrivé en Islande le 23 juin 1926. Navire en acier d'un déplacement de 512 tonnes, il était armé de deux canons de 57 mm. En raison d'une grave mauvaise gestion financière du gouvernement islandais, elle a été vendue à bas prix à la Suède en 1936.
- Le deuxième ICGV Óðinn a été construit à Akureyri en 1938. Il ne pesait que 85 tonnes et était en chêne. Lorsque l'actuel ICGV Óðinn a été mis en service, il a été renommé Gautur, qui est l'un des pseudonymes de Óðinn. Il a été mis hors service en 1964.